# Einar Sundén (friidrottare)
Einar Sundén var en svensk idrottsman (långdistanslöpare). Han tävlade för IF Norden. Han vann SM-guld på 20 000 meter år 1923.